# Giáng hương
Giáng/dáng hương hay giáng/dáng hương quả to, giáng/dáng hương căm-pôt, giáng/dáng hương chân, song lã có danh pháp hai phần là Pterocarpus macrocarpus. Đây là một loài cây thuộc họ Đậu, là loài bản địa của Đông Nam Á, bao gồm đông bắc Ấn Độ, Myanma, Lào, Thái Lan và Việt Nam
Tại Việt Nam, cây này phân bố ở Tây Nguyên và Đông Nam Bộ. Giáng hương thường mọc ở độ cao từ 100-800m so với mực nước biển, cây chịu được nhiêt độ tối cao tuyệt đối 37,7-44,4oC và tối thấp tuyệt đối 4,4-11,2oC, mọc tốt ở vùng có lượng mưa 1270–1520 mm/năm. Ở Việt Nam cây này phân bố ở các tỉnh Tây Nguyên, Nam Bộ như Đắk Lắk, Gia Lai, Kon Tum, Phú Yên, Đồng Nai, Tây Ninh. Mọc trên nhiều loại đất như đất xám, đất đỏ bazan.

## Đặc điểm

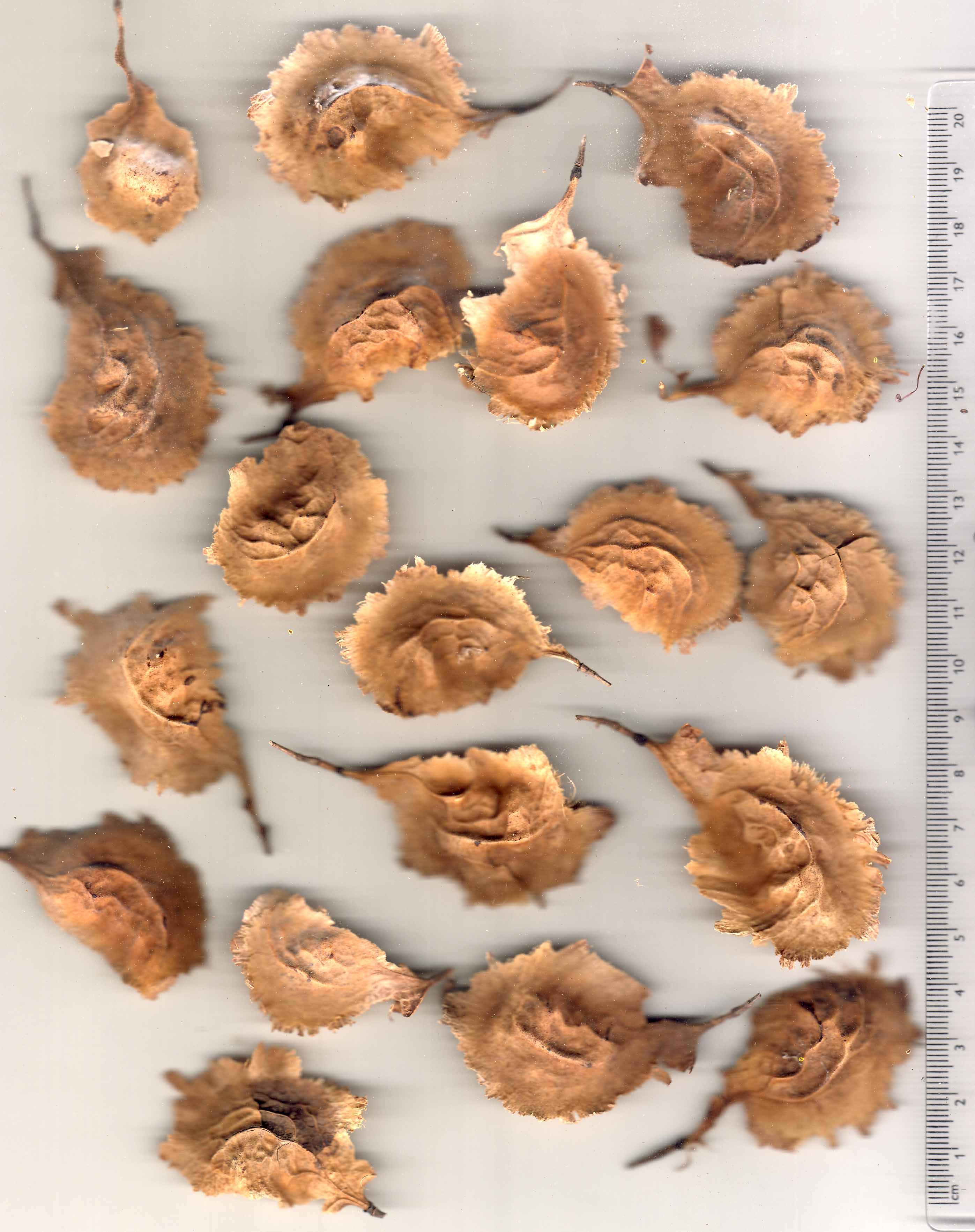
Vỏ quả Pterocarpus macrocarpus

Cây dáng hương quả to có chiều cao trung bình từ 10m đến 30m, đường kính thân cây có thể lên đến 1,7m.
Lá cây dài 20 cm đến 35 cm, hình lông chim với 9 đến 11 lá chét. Hoa màu vàng, cành hoa dài 5 cm đến 9 cm. Quả có đường kính 4,5 cm đến 7 cm, chứa hai hoặc ba hạt
Cây có khả năng tái sinh bằng chồi hoặc hạt.

## Công dụng
- Làm thuốc: Một số báo cáo cho biết loài cây này có chứa hoạt chất chữa bệnh đái tháo đường týp 2[7].
- Lấy gỗ: Tại Việt Nam, gỗ dáng hương quả to được xếp vào nhóm 1. Gỗ dáng hương quả to khá đẹp, có mùi thơm nhẹ, cứng, vân hoa đẹp, ít nứt nẻ, không bị mối mọt[6].
- Nhựa cây có thể dùng làm thuốc nhuộm màu đỏ[6].
- Gỗ giáng hương thường được dùng để làm đồ gỗ cao cấp nhạc cụ, đồ thủ công mỹ nghệ, cabinetwork, lót sàn.[8]

## Tình trạng bảo tồn
Ở Campuchia, Pterocarpus macrocarpus được khai thác chủ yếu từ rừng tự nhiên và loài này đang bị khai thác quá mức và mở rộng đất nông nghiệp. Loài này được luật Campuchia bảo vệ theo điều 35, Luật Bảo vệ rừng Campuchia. IUCN xếp loài này vào nhóm loài nguy cấp.
Tuy nhiên, cây giáng hương cũng được trồng rộng rãi khắp vùng nhiệt đới. Những năm gần đây cây giáng hương được trồng ở các khu đô thị, khu dân cư, đường sá ở Việt Nam